# تیم بی فوتبال ملی انگلیس
تیم بی فوتبال ملی انگلیس یک تیم فوتبال ثانویه است که گاهی اوقات با تیم های کامل کشورهای دیگر بازی و گاهی بازی هایی را با تیم های B دیگر کشورها انجام می دهند. از زمان اولین بازی تیم در سال 1947، 54 بازی رسمی  و 3 غیررسمی برگزار شده است. این تیم از می 2007 غیر فعال بوده است.

## تاریخچه
والتر وینترباتم برای اولین بار مسابقات تیم B را به عنوان راهی برای ورود بازیکنان به تیم ملی پیشنهاد کرد ( تیم زیر 21 سال ، پله فعلی تیم ملی، تا سال 1976 وجود نداشت ).
اولین بازی ثبت شده تیم بی فوتبال ملی انگلیس در 21 فوریه 1947 در ژنو در برابر تیم سوئیس B برگزار شد.  این مسابقه 0-0 به پایان رسید. اولین بازی رسمی تیم بی فوتبال ملی انگلیس در سال 1949 در پیروزی 4-0 مقابل فنلاند انجام شد.